# Erechthias flavistriata
Erechthias flavistriata är en fjärilsart som beskrevs av Walsingham 1907. Erechthias flavistriata ingår i släktet Erechthias och familjen äkta malar. Inga underarter finns listade i Catalogue of Life.